# Uriel Molina Oliú
Uriel Antonio Molina Oliú (n. Matagalpa, 6 de octubre de 1932) es un sacerdote franciscano, teólogo y doctor en Biblia nicaragüense.
En sus memorias personales, el padre Molina analiza la conexión entre el impacto de la revolución sandinista y la parte integral que la Iglesia católica y las creencias de las personas jugaron en sus éxitos y fracasos.

## Reseña biográfica
Nació en Matagalpa, el 6 de octubre de 1932. 
Pero sus primeros recuerdos están en la zona sur de esa ciudad, en el barrio Apante y en los potreros aledaños donde se partía los labios y la lengua por comerse verdes los nancites y las guanábanas.
Sus años de estudiante los vivió en el Instituto Nacional del Norte, hoy Instituto Nacional "Eliseo Picado", donde se graduó en 1950 y sirvió de maestro a Carlos Fonseca Amador.
En la facultad de Derecho de la UNAN León estudió hasta el tercer año y de ahí se ingresó al Seminario, alentado por frailes como Aquiles Bonucci y Odorico D'Andrea, a quienes les impartía clases de español.
En 1954 se fue a Asís, Italia, y en 1959 se ordenó sacerdote. Luego viajó a Roma a estudiar un Posgrado en Biblia y después sacó un doctorado en Teología, en Roma y Jerusalén.
En 1965 regresó a Managua. A su vuelta la jerarquía lo destacó en la parroquia del barrio Riguero. Y ahí comenzó a hacer camino.

## Valoración de su figura
Así describe al padre Molina, el teólogo laico José Argüello: 
"Un verdadero intérprete de la Biblia. Es un hombre brillante que está por encima de las ideologías."
Lo mismo cree el reverendo Norman Bent, quien fuera procurador de las Causas Indígenas, lo define en forma telegráfica: 
"un padre trabajador, no un predicador en el aire."
Su compañero de fatiga y declarado deudor de su obra, el reverendo José Miguel Torres, afirmó: 
"Es un innovador porque sacó del atraso a una iglesia que veía al ecumenismo como un pecado."
El general Joaquín Cuadra Lacayo, quien fue Comandante en Jefe del Ejército de Nicaragua, dice de él: 
"Es un intelectual; un hombre auténtico que vive como piensa."

## Polémica
En mayo de 2018, la Asamblea Nacional de Nicaragua lo nombra integrante de la Comisión de la Verdad, la cual se encargará de encontrar los responsables de los asesinatos y la violencia surgida a partir del 18 de abril de este año. Esta decisión ha sido polémica porque el padre Uriel Molina mantiene mucha afinidad con el gobierno de Daniel Ortega, mismo que por diferentes sectores de la sociedad civil ha sido señalado como responsable de estos crímenes.